# 北八下村
北八下村（きたやしもむら）は、かつて大阪府にあった村である。現在の堺市北区の一部および松原市の一部にあたる。

## 歴史

### 沿革
- 1889年（明治22年）4月1日 八上郡南花田村、中村、河合村、野遠村が合併して、八上郡北八下村が発足。大字中に村役場を設置。
- 1896年（明治29年）4月1日 南河内郡が成立。
- 1949年（昭和24年） 大字南花田より蔵之前（現・蔵前町）を分立。
- 1957年（昭和32年）10月15日 大字南花田、蔵之前、中、野遠が堺市に、河合が松原市に編入される。